# Жананегиз
Жананегиз (каз. Жаңанегіз) — село в Каркаралинском районе Карагандинской области Казахстана. Входит в состав аульного округа Мартбек. Код КАТО — 354873300.

## Население
В 1999 году население села составляло 201 человек (110 мужчин и 91 женщина). По данным переписи 2009 года, в селе проживал 151 человек (78 мужчин и 73 женщины).